# HD 89816
HD 89816，又名BD-22 2904，SAO 178721、HR 4071，是一颗恒星，视星等为6.5，位于銀經263.97，銀緯27.59，其B1900.0坐标为赤經10h 16m 46.3s，赤緯-23° 27.59′ 27″。